# Parc national Livingstone
Le parc national Livingstone est un parc national situé en Nouvelle-Galles du Sud en Australie situé à 30 kilomètres au sud de Wagga Wagga et à 10 kilomètres à l'est de Mangoplah, dans la région des South West Slopes au sud de la Nouvelle-Galles du Sud. Le parc national a été initialement créé comme forêt domaniale en 1915 pour protéger les arbres qui auraient pu être exploités par les habitants de Junee. Un embranchement de la ligne de chemin de fer allant de Mangoplah à Westby longeant la forêt domaniale servait à transporter du bois mais elle a ensuite été démantelée. Un rapport de la commission des forêts de Nouvelle-Galles du Sud a constaté que la forêt était la seule de son type et de nouvelles études y a trouvé une colonie de phalanger de Norfolk, une des deux seules colonies restant dans le sud de la Nouvelle-Galles du Sud, trois types d'orchidées et plus de 100 espèces d'oiseaux indigènes. [1] En 1976, la Wagga Wildlife and Conservation Society a demandé que la forêt domaniale soit classée parc national, mais la demande a été rejetée. En janvier 2001, la forêt domaniale a été classée parc national avec une superficie de 1919 hectares. 
Le parc national a quatre types de végétation, Xanthorrhoea, mallee, Themeda triandra et forêt ouverte.